# كفر العايد
قرية كفر العايد هي إحدى القرى التابعة لمركز ههيا في محافظة الشرقية في جمهورية مصر العربية. حسب إحصاءات سنة 2006، بلغ إجمالي السكان في كفر العايد 935 نسمة، منهم 490 رجل و445 امرأة.